# Zach McGowan
Zachary Brendan McGowan (Nova Iorque (cidade), 5 de maio de 1980) é um ator americano, Zach é mais conhecido pelo seu papel em The 100 como Roan.

## Início da vida
Zach nasceu em Nova Iorque, filho de Brenda e Vincent McGowan. Seus irmãos mais velhos são Doug e Matt McGowan. Embora eles vivessem em Nova Iorque a maior parte de suas vidas, os McGowans viajaram extensivamente devido ao emprego de Brenda na United Airlines. McGowan frequentou a Ethical Culture Fieldston School do jardim de infância até o último ano do ensino médio, onde foi capitão do time de futebol americano e hóquei no gelo e membro das sociedades de drama e teatro. Ele então estudou no Carleton College.

## Carreira
Em 2012 ele se juntou ao elenco da segunda temporada da série Shameless onde fez Jody Silverman, McGowan ficou na série até a 3ª temporada.
Em julho de 2013, McGowan se juntou ao elenco do filme Dracula Untold, da Universal Pictures, interpretando Shkelgim, um misterioso Romani.
Em janeiro de 2014, McGowan se juntou ao elenco da série de televisão de aventura dramática Black Sails, interpretando uma versão ficcional do pirata inglês do século 18 Charles Vane. O papel exigia um ator inglês, então McGowan, um americano, afetava um sotaque. Diretores de elenco descobriram mais tarde que McGowan estava fingindo, mas ficaram impressionados com sua performance e o escolheram para o papel.
Em julho de 2016, McGowan se juntou ao elenco da série de televisão de ficção científica The 100, interpretando o Rei Roan da Nação do Gelo, depois de ter anteriormente desempenhado o papel de ator convidado. 
Em janeiro de 2017, McGowan se juntou ao elenco da série de televisão ABC Agentes da S.H.I.E.L.D., interpretando o vilão O Superior.
Em março de 2018, McGowan se juntou ao elenco de Finest.
McGowan entrou para o elenco recorrente da 9ª temporada da série de televisão The Walking Dead.
Em 2018 McGowan protagonizou um filme da franquia Escorpião Reis intitulado no Brasil “Escorpião Rei 5 : O Livro Das Almas”

## Vida pessoal
McGowan casou-se com Emily Johnson em 27 de setembro de 2008 nas montanhas de Santa Bárbara.

## Filmografia

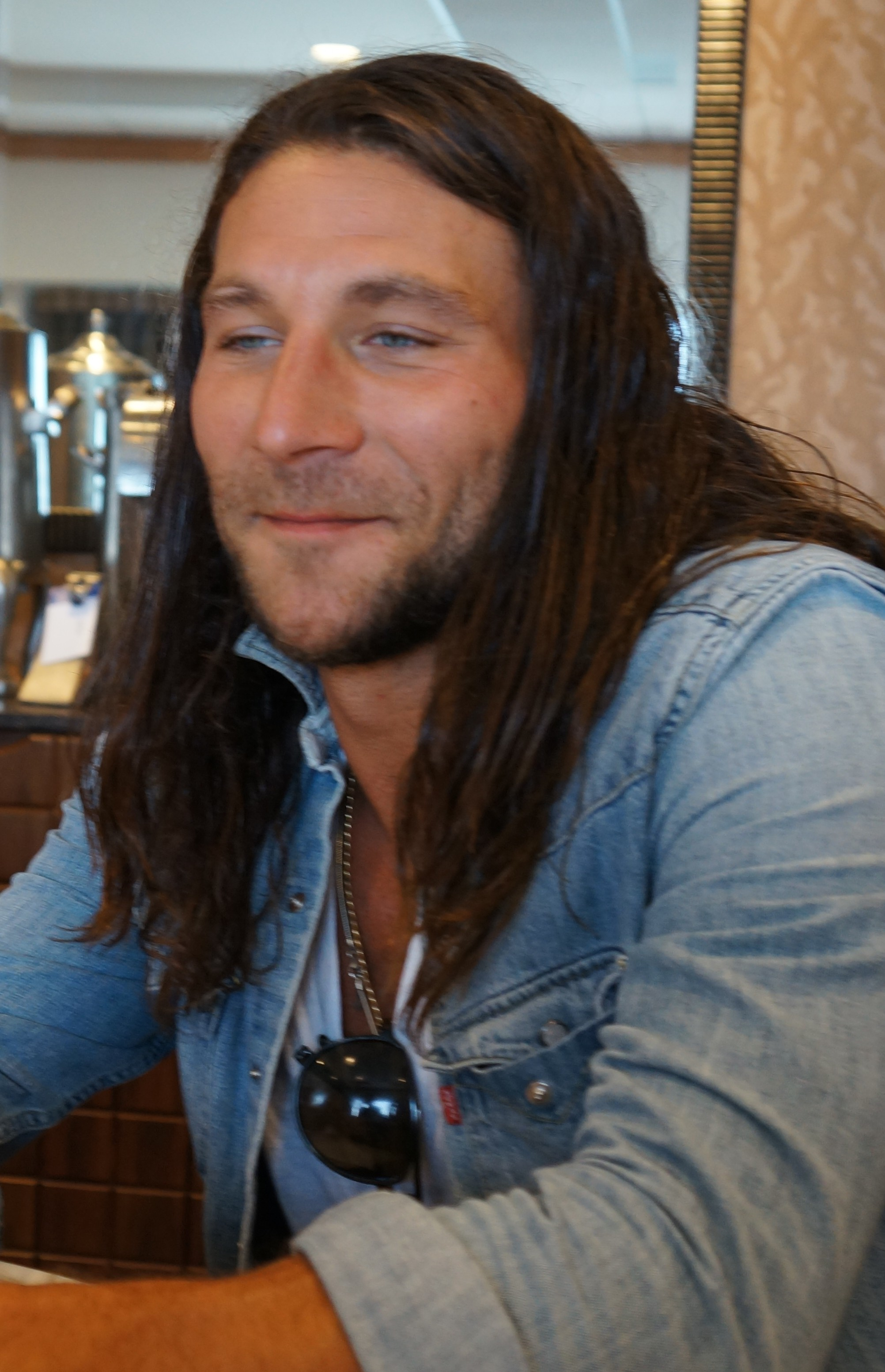
McGowan no San Diego Comic-Con International em 2013.

### Filmes
| Ano  | Titulo                       | Papel             |
| ---- | ---------------------------- | ----------------- |
| 2006 | The Hunt for Eagle One       | Jackson           |
| 2009 | Terminator Salvation         | Soldado em Osprey |
| 2009 | Losing Control               | Terry             |
| 2009 | Conception                   | Joel              |
| 2012 | Cockroaches                  | Johnny Slim       |
| 2012 | Snapshot                     | Thomas Grady      |
| 2014 | Dracula Untold               | Shkelgim          |
| 2018 | The Brawler                  | Chuck Wepner      |
| 2018 | Death Race: Beyond Anarchy   | Connor Gibson     |
| 2018 | Scorpion King: Book of Souls | Mathayus          |

### Televisão
| Título                            | Ano       | Papel                   | Notas                                                                        | Refs   |
| --------------------------------- | --------- | ----------------------- | ---------------------------------------------------------------------------- | ------ |
| Two Dudes Catering                | 2007      | Ele mesmo               | Reality show de televisão                                                    |        |
| CSI: Miami                        | 2008      | Kurt Greenfield         | Episódio: "Wrecking Crew"                                                    |        |
| Numbers                           | 2008      | Keith Jackson           | Episódio: "High Exposure"                                                    |        |
| Scream Awards                     | 2009      | Narrador Anunciador     |                                                                              |        |
| Cold Case                         | 2009      | Caixeiro Corporal       | Episódio: "Libertyville"                                                     |        |
| Boa Sorte, Charlie!               | 2010      | Cavalo feliz            | Episódio: "Butt Dialing Duncans"                                             |        |
| Man Eating Super Snake            | 2011      | Voz                     |                                                                              |        |
| Body of Proof                     | 2011      | Vincent Stone           | Episódio: "Helping Hand"                                                     |        |
| Scream Awards                     | 2011      | Narrador Anunciador     |                                                                              |        |
| Dating Rules from My Future Self  | 2012      | Jagger                  | Episódios: "What Is Love?" e "Change YR World"                               |        |
| Shameless                         | 2012      | Jody Silverman          | 2ª e 3ª temporada                                                            |        |
| Black Sails                       | 2014–2017 | Charles Vane            | Elenco principal                                                             |        |
| Law & Order: Special Victims Unit | 2015      | Anton                   | Episódio: "Maternal Instincts"                                               |        |
| The 100                           | 2016–2017 | Roan                    | 16 episódio Elenco principal (4ª temporada) Elenco recorrente (3ª temporada) | [ 10 ] |
| UnREAL                            | 2016      | Brock                   | Episódio: "Casualty"                                                         |        |
| Lethal Weapon                     | 2017      | Cody Lewis              | Episódio: Birdwatching                                                       |        |
| Damnation                         | 2017      | Tennyson Duvall         | Elenco recorrente                                                            |        |
| Agentes da S.H.I.E.L.D.           | 2017–2018 | Anton Ivanov/O Superior | Elenco recorrente (4ª temporada) Convidado (5ª temporada) 8 episódios        |        |
| The Walking Dead                  | 2018      | Justin                  | 3 episódios (9ª temporada)                                                   |        |
| L.A.'s Finest                     | 2019      | Ray Sherman             | Elenco principal                                                             |        |

### Jogos
| Ano  | Título                                   | Papel                                          |
| ---- | ---------------------------------------- | ---------------------------------------------- |
| 2008 | Boom Blox                                | Cowboy Beaver                                  |
| 2008 | Iron Man                                 | Mark Scarlotti/Whiplash / Stark Engineer (voz) |
| 2012 | Tom Clancy's Ghost Recon: Future Soldier | Fantasma (voz)                                 |
| 2012 | Anarchy Reigns                           | Nikolai Dmitri Bulygin                         |
| 2012 | Resident Evil: Operation Raccoon City    | Voz                                            |

## Lig ações externas
- Sítio oficial
- Zach McGowan no Instagram
- Zach McGowan no X